# Административное деление Черниговской области
Административное деление Черниговской области: 5 административных районов, 16 городов, 29 посёлков городского типа, 1483 сельских населённых пункта. Крупнейшие города: Нежин, Прилуки, Чернигов. Административный центр области — город Чернигов.
Черниговская область была образована 15 октября 1932 года. Её площадь составляет 31,9 тыс. км². Численность населения — 1236,1 тыс. чел., в том числе городское население — 716,5 тыс. чел., сельское — 519,5 тыс. чел. Плотность населения — 38,8 человек на км².

## Административные районы
| №                    | Название             | Герб                 | Население, тыс. чел. | Территория, км²      | Плотность населения, чел./км² | Административный центр | Карта                |
| Муниципальные районы | Муниципальные районы | Муниципальные районы | Муниципальные районы | Муниципальные районы | Муниципальные районы          | Муниципальные районы   | Муниципальные районы |
| -------------------- | -------------------- | -------------------- | -------------------- | -------------------- | ----------------------------- | ---------------------- | -------------------- |
| 1                    | Корюковский          |                      | 86 435               | 4600,9               | 20                            | Корюковка              |                      |
| 2                    | Нежинский            |                      | 215 908              | 7219,0               | 32                            | Нежин                  |                      |
| 3                    | Новгород-Северский   |                      | 62 141               | 4630,4               | 14                            | Новгород-Северский     |                      |
| 4                    | Прилукский           |                      | 149 401              | 5210,8               | 30                            | Прилуки                |                      |
| 5                    | Черниговский         |                      | 445 430              | 10 203,9             | 45                            | Чернигов               |                      |